# Azelin

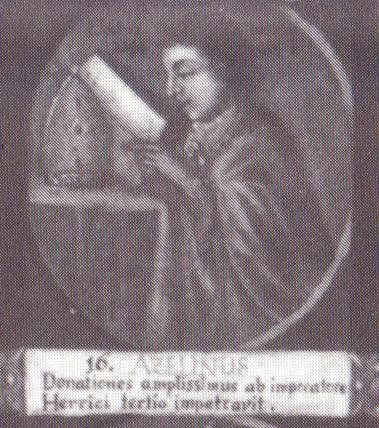
Azelin als 16. Bischof von Hildesheim auf einem Gemälde mit Medaillondarstellungen aller Hildesheimer Bischöfe bis zum Ende des 18. Jahrhunderts; lateinische Inschrift: „Er erlangte reichste Stiftungen von Kaiser Heinrich III.“

Azelin (* vor 1000 ?; † 8. März 1054 in Hildesheim) war von 1044 bis 1054 Bischof von Hildesheim.
Über Azelins Herkunft ist nichts Sicheres bekannt. Er gehörte zur königlichen Hofkapelle, bevor ihn König Heinrich III. auf den Hildesheimer Bischofsstuhl erhob. Zwar war die Zeit der Sachsenkaiser 1024 zu Ende gegangen, doch Hildesheim lag noch immer im Machtzentrum des Reiches, und die Kaiserpfalz Goslar, die zum Diözesangebiet gehörte, erreichte gerade in dieser Zeit den Höhepunkt ihres Glanzes. Die Urkunden bezeugen reiche Stiftungen und Belehnungen, mit denen Heinrich die Hildesheimer Kathedra auszeichnete.
Prägend für Azelins Episkopat wurde jedoch der verheerende Brand, der am 23. März 1046 Altfrids Dom und Bernwards Domburg zu großen Teilen in Asche legte und unersetzliche Schätze und Dokumente vernichtete.
Azelin beschloss daraufhin, eine neue und größere Kathedrale zu errichten, die den Rang seiner Bischofsstadt zeitgemäß vor Augen führen sollte. Er holte den bedeutenden Baumeister Benno nach Hildesheim und ließ westlich der Brandruine Fundamente legen. Die Reste des alten Doms wurden zu großen Teilen abgetragen. Zeitzeugen kritisieren ihn dafür und berichten, dass der Neubau nicht vorankam, weil Mauern einstürzten und Säulen sich neigten. Vielleicht liefern diese Anmerkungen nur eine zusätzliche Begründung für den Beschluss von Azelins Nachfolger Hezilo, den kostspieligen Plan aufzugeben und wieder auf Altfrids Fundamenten zu bauen.
Die Reste von Azelins Domkrypta sind unter dem ehemaligen fürstbischöflichen Palais ergraben worden. Nach späteren Zeugnissen soll sich darin auch Azelins Grab befinden.
Der Hildesheimer Thietmarleuchter, eine von vier erhaltenen romanischen Leuchterkronen Deutschlands, galt traditionell als Stiftung Azelins für seinen geplanten Dom und wurde darum nach ihm Azelinleuchter genannt.